# 셋 잇 오프
《셋 잇 오프》(Set It Off)는 미국에서 제작된 F. 게리 그레이 감독의 1996년 범죄, 스릴러, 드라마 영화이다. 제이다 핀켓 스미스 등이 주연으로 출연하였고 데일 폴락 등이 제작에 참여하였다. 이 영화는 900만 달러의 예산에 4100만 달러의 수익을 거둬들이며 박스오피스에서 성공했다.

## 출연

### 주연
- 제이다 핀켓 스미스
- 퀸 라티파
- 비비카 A. 폭스

### 조연
- 킴벌리 엘리스
- 존 C. 맥긴리

## 기타
- 공동제작: 알렌 알소브룩
- 공동제작: 타카시 버포드
- 협력프로듀서: 밥 디거스
- 미술: 롭 윌슨 킹
- 의상: 실비아 베가 바스퀘즈
- 배역: 로비 리드-흄즈

## 한국판 성우진(SBS)
- 윤소라 - 스토니 (제이다 핀켓 스미스)
- 김정애 - 프랭키 (비비카 A. 폭스)
- 이선주 - 클리오 (퀸 라티파)
- 이진화 - 티션 (킴벌리 엘리스)
- 김태연
- 남궁윤
- 문영래
- 최옥희
- 김영민
- 김태웅
- 홍시호
- 문관일
- 박미선
- 홍성헌
- 이선